# Santa Giustina in Colle
Santa Giustina in Colle är en ort och kommun i provinsen Padova i regionen Veneto i Italien. Kommunen hade 7 290 invånare (2018).